# Gamechanger
Gamechanger ist die zweite Singleauskopplung des Kollaboalbums Jung Brutal Gutaussehend 3 der deutschen Rapper Kollegah und Farid Bang. Das Lied wurde am 2. November 2017 über die Düsseldorfer Plattenlabels Alpha Music Empire und Banger Musik veröffentlicht.

## Hintergrund
Im Oktober 2017 veröffentlichten Kollegah und Farid Bang Hörproben zu Gamechanger auf Facebook und Instagram. Das Lied wurde Ende Oktober angekündigt und erschien schließlich am 2. November 2017 als zweite Single-Auskopplung des Albums Jung Brutal Gutaussehend 3 und folgte somit auf die erste Single Sturmmaske auf. Beim zugehörigen Musikvideo führte Shaho Casado Regie. Es wurde aktuell über 10,9 Millionen Mal angeklickt (Stand: 10. März 2022), ist aufgrund der Indizierung des Liedes allerdings derzeit nicht in Deutschland abrufbar.

## Musik und Inhalt
Gamechanger wurde von den drei Beatproduzenten Mesh, Nikki 3K und Gee Futuristic produziert.
Im Song dissen Kollegah und Farid Bang namentlich die Rapper Zuna, Miami Yacine, Shindy, Laas Unltd. und MOK. Im Outro des Liedes wird außerdem ein Diss gegen Bushido angekündigt.
Im September 2018 wurde das Lied auf Liste A der jugendgefährdenden Medien eingetragen und gilt somit als indiziert. Kollegah bedauerte die Indizierung und gab an, dass ihm Gamechanger sehr am Herzen liege, man die Entscheidung aber akzeptieren müsse.

## Chartplatzierungen
Gamechanger stieg in der 45. Kalenderwoche auf die Nummer 6 der deutschen Singlecharts ein und konnte sich insgesamt 7 Wochen in den Top 100 halten. In Österreich erreichte das Lied Platz 16 und in der Schweiz Platz 24 der Singlecharts.
| ChartsChartplatzierungen | Höchstplatzierung | Wochen |
| ------------------------ | ----------------- | ------ |
| Deutschland (GfK)        | 6 (7 Wo.)         | 7      |
| Österreich (Ö3)          | 16 (5 Wo.)        | 5      |
| Schweiz (IFPI)           | 24 (3 Wo.)        | 3      |